# 황금 부르스
"황금 부르스"는 한국에서 제작된 박윤교 감독의 1970년 영화이다. 강신성일 등이 주연으로 출연하였고 이원섭 등이 제작에 참여하였다.

## 출연

### 주연
- 강신성일
- 전양자
- 김신재
- 오지명

## 기타
- 조명: 오인환
- 미술: 김유준